# Evghenia Levcenko
Evghenia Igorivna Levcenko (în ucraineană Євгенія Ігорівна Левченко; n. 9 noiembrie 1994, în Zaporojie) este o handbalistă ucraineană care joacă pentru clubul românesc CSM Târgu Jiu și pentru echipa națională a Ucrainei. Levcenko evoluează pe postul de extremă dreapta.

## Biografie
Evghenia Levcenko a început să joace handbal la vârsta de 9 ani, la Școala Sportivă pentru Copii și Tineret nr. 3 din Zaporojie. Primul ei profesor a fost Svetlana Musienko.
Între 2010 și 2011 a evoluat la echipa Academiei Politehnice de Stat din Zaporojie, apoi la cluburile ucrainene Slavia-Dnepr (2011-2012) și "Real" Nikolaev (2012-2014). Între 2014 și 2017, împreună cu handbalista ucraineană Olga Perederîi, Levcenko a jucat la echipa slovacă IUVENTA Michalovce. Cu această echipă, Levcenko a devenit de trei ori campioană a Interligii Ceho-Slovace, competiție de handbal la care participă echipe din Cehia și Slovacia.
În 2018, Levcenko s-a transferat în Belarus, la BNTU-BelAZ Minsk, unde a jucat până în 2020. În septembrie 2019, handbalista a făcut parte din echipa națională a Ucrainei care a participat la calificările pentru Campionatul European din 2020. În timpul deplasării de la Brașov, în vederea unui meci împotriva României, ea a fost abordată de un agent sportiv rus, care i-a propus un transfer la GK Astrahanocika. Levcenko a acceptat și a jucat pentru echipa rusă în sezonul 2020-2021.
În iunie 2021, clubul SCM Râmnicu Vâlcea a anunțat că a semnat un contract cu Evghenia Levcenko. Din 2023 Evghenia Levcenko a evoluat pentru CS Dacia Mioveni 2012. În 2024, ea s-a transferat la CSM Târgu Jiu.

## Palmares
- Interliga Ceho-Slovacă de Handbal:
  - Câștigătoare: 2015, 2016, 2017

- Campionatul Slovaciei:
  - Câștigătoare: 2015, 2016, 2017[5]

- Cupa Slovaciei:
  -  Câștigătoare: 2015, 2016, 2017[5]

- Campionatul Belarusului:
  - Câștigătoare: 2018[5]
  - Locul 2: 2019, 2020

- Cupa Belarusului:
  -  Câștigătoare: 2018[5]

- Liga Națională:
  -  Medalie de bronz: 2022

- Cupa României:
  -  Finalistă: 2022

- Liga Europeană EHF:
  - Sfert-finalistă: 2021, 2022, 2023

## Distincții individuale
- Maestru al Sportului Ucrainean[10]